# 玉米黃質
玉米黃質是一种有机化合物，分子式C
40H
56O，属于一种天然類胡蘿蔔素，结构上与玉米黃素相关，具有类似的抗氧化作用。